# 8 pr. n. št.
8 pr. n. št. je bilo po julijanskem koledarju navadno leto, ki se je začelo na petek ali soboto oz. prestopno leto, ki se je začelo na četrtek (različni viri navajajo različne podatke). Po proleptičnem julijanskem koledarju je bilo navadno leto, ki se je začelo na sredo.
V rimskem svetu je bilo znano kot leto konzulstva Cenzorina in Gaja Asinija, pa tudi kot leto 746 ab urbe condita.
Oznaka 8 pr. Kr. oz. 8 AC (Ante Christum, »pred Kristusom«), zdaj posodobljeno v 8 pr. n. št., se uporablja od srednjega veka, ko se je uveljavilo številčenje po sistemu Anno Domini.

## Dogodki
- Marobod postane markomanski kralj in prične z vojaškim uporom proti ekspanziji Rimskega cesarstva na Češkem.
- v Rimskem cesarstvu se po ukazu cesarja Avgusta začne drugi popis prebivalstva.
- Rimski senat preimenuje šesti mesec julijanskega koledarja v avgust (Augustus), v čast cesarja Avgusta.

## Smrti
- 8. oktober - Gaj Kilnij Mecen, rimski politik in pesnik (* 70 pr. n. št.)
- 27. november - Horacij, rimski pesnik (* 65 pr. n. št.)

Neznan datum
- Polemon I. Pontski, kralj Pontskega in Bosporskega kraljestva († 65 pr. n. št.)